# شيخ الجبل

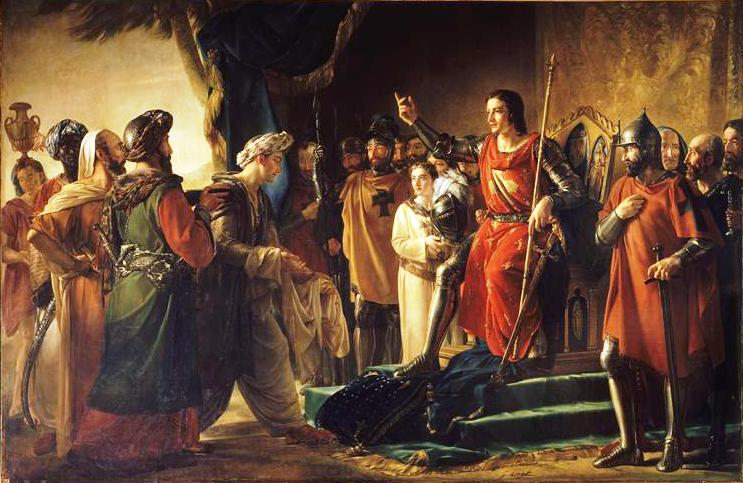
القديس لويس يستقبل مبعوث شيخ الجبل في بطليموس. لوحة للفنان جورج روجيه عام 1819.

شيخ الجبل (باللاتينية: Vetulus de Montanis)‏ هو التعبير الذي استخدمه ماركو بولو في مقطع من كتاب عجائب الدنيا للإشارة إلى حسن الصباح، الزعيم الأعلى للحشاشين، الذي لجأ إلى قلعة ألموت. وأصبح فيما بعد اسمًا شائعًا يستخدمه الصليبيون.
وفي وقت لاحق، أُطلق هذا اللقب على العديد من خلفاء حسن الإسماعيليين في سوريا على وجه الخصوص، على سبيل المثال راشد الدين سنان الداعي وزعيم الفرع السوري للدولة النزارية الإسماعيلية.